# Isabellenhütte Heusler
 (août 2017).
Si vous disposez d'ouvrages ou d'articles de référence ou si vous connaissez des sites web de qualité traitant du thème abordé ici, merci de compléter l'article en donnant les références utiles à sa vérifiabilité et en les liant à la section « Notes et références ».
Isabellenhütte Heusler GmbH & Co. KG est une entreprise allemande dont le siège se trouve à Dillenburg et dont l'origine se trouve dans un fonderie de cuivre créée en 1482. L'entreprise compte aujourd'hui parmi les leaders mondiaux des fabricants de résistances de puissance et de précision à faible valeur ohmique, de capteurs pour les industries automobile, électrique et électronique, ainsi que d'alliages résistifs et thermodynamiques.

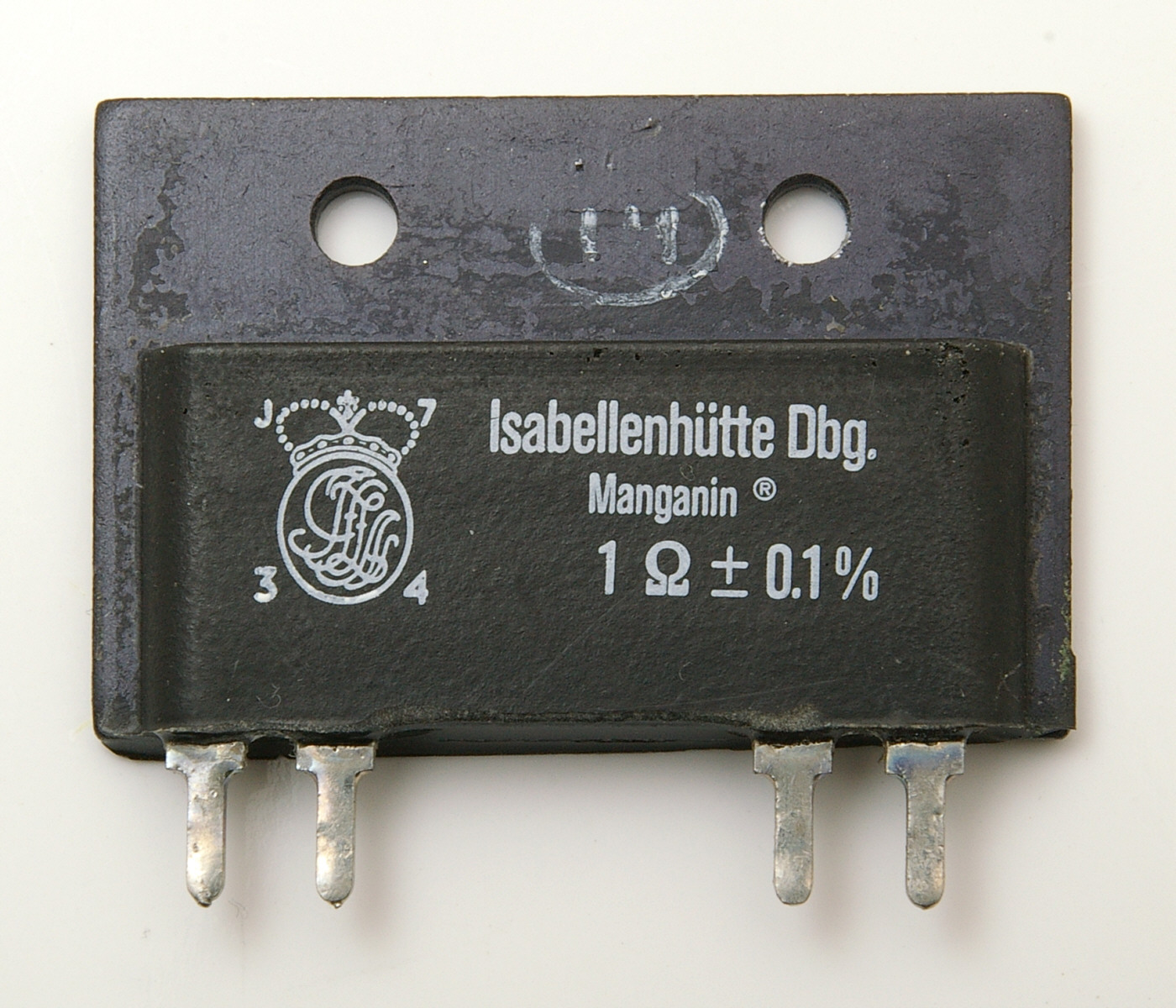
Une spécialité de Isabellenhütte : De robustes shunts de précision avec un très petit coefficient de température, ici avec à raccordement à quatre fils

## Histoire

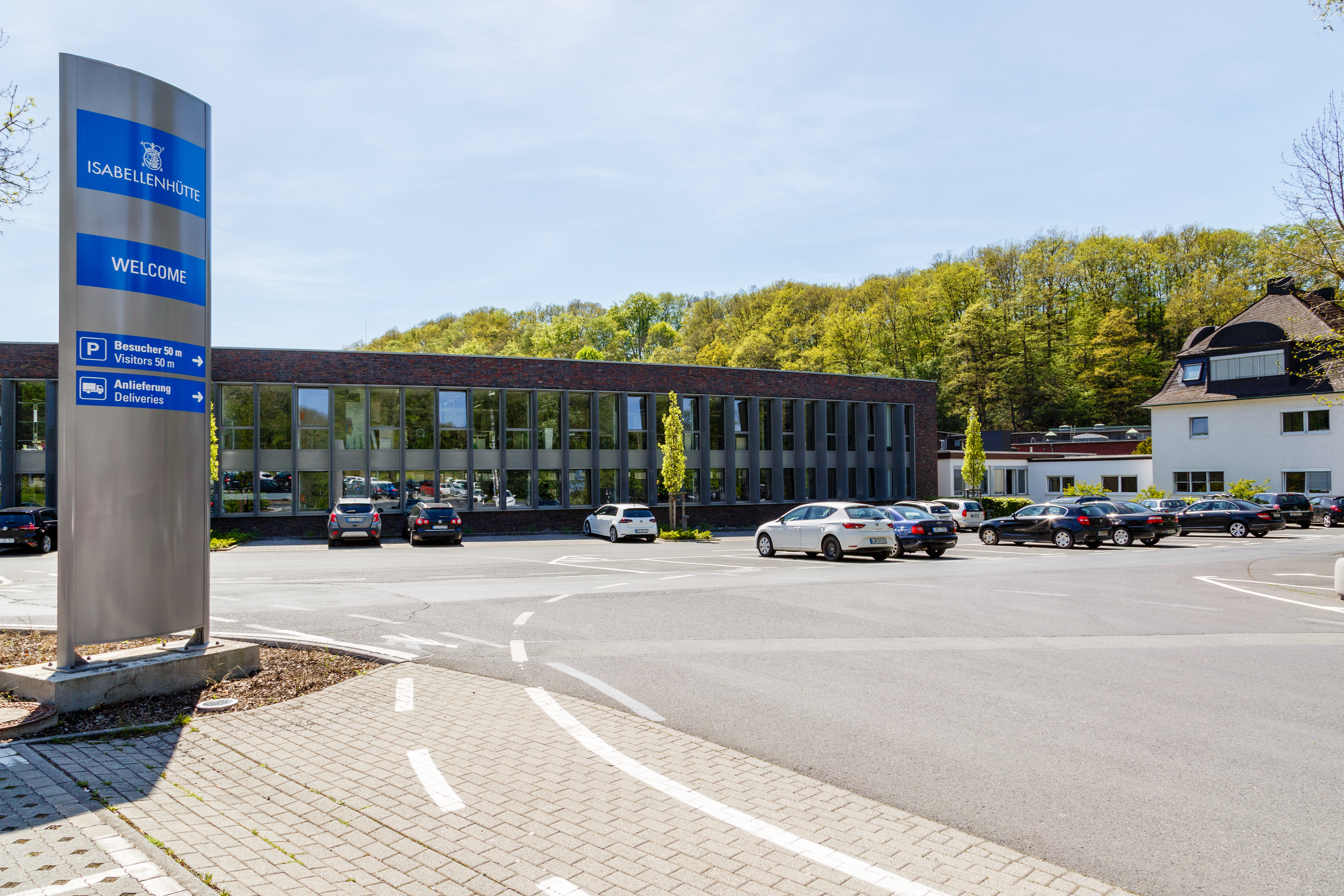
Isabellenhütte Heusler

L'entreprise Isabellenhütte Heusler est considérée comme la plus ancienne des entreprises industrielles de la Hesse. Déjà au Moyen Âge fut fondée à Dillenburg une fonderie de cuivre, nommée pour la première fois en 1482 "Fonderie de cuivre du Nanzenbach".
En 1728, la fonderie fut rebaptisée "Fonderie de cuivre d'Isabelle" en l'honneur d'Isabelle, l'épouse du dernier seigneur régnant le prince Christian (de Nassau-Dillenburg). En 1827, la famille Heusler hérite de l'entreprise et en fait la société familiale qui persiste encore aujourd'hui.
En 1889, l'entreprise développa, conjointement avec le Physikalisch technischen Reichsanstalt (littéralement: Institut impérial de technique physique) l'alliage Manganin. Celui-ci constitue la base pour l'ensemble des alliages de résistance et de précision actuels.
En 1901, le directeur de l'époque, Friedrich Heusler, découvre la famille d'alliages qui plus tard portera son nom, les alliages de Heusler. Ces alliages, composés de métaux non-ferreux comme différents types de bronze, possèdent des propriétés ferromagnétiques, de la même façon que le fer, le nickel, ou le cobalt. En collaboration avec l'Université de Marbourg, des recherches sur ces phénomènes furent entreprises (entre autres sur l'arséniure de manganèse) et les résultats furent publiés en 1933 par Otto Heusler, un des fils de Friedrich. Le soutien de l'université fut obtenu grâce au financement à travers la création de la "Heusler-Stiftung" (Fondation Heusler).
L'entreprise se modernisa progressivement au fil des années et s'élargit à de nouvelles étapes du processus de production. Ainsi furent construites et intégrées au processus de production: une tréfilerie en 1952, une machine pour isoler en 1960 et un laminoir à chaud en 1980. L'entreprise déplaça par la suite son activité vers la fabrication de résistances de précision et de puissance à faible valeur ohmique ainsi que les alliages résistifs et thermodynamiques.
Aujourd'hui, l'entreprise est présente dans le monde entier et exporte 60 % de ses produits.
Le système de management de la qualité pour l'entreprise est certifié par les normes DIN EN ISO 9001:2008, DIN EN ISO 14001:2009, DIN EN ISO 50001:2009 et ISO TS 16949:2009. Isabellenhütte est certifiée conforme au système ESCC de l'Agence Spatiale Européenne et ainsi homologuée en tant que "Qualified Supplier" (Fabricant Qualifié) pour des résistances destinées à être utilisées dans l'espace.
En 2013, Isabellenhütte fut distinguée comme l'un des meilleurs employeurs parmi les entreprises allemandes de taille moyenne par l'institut de direction et de gestion des ressources humaines de l'Université de Saint-Gall.

## Division de l'entreprise
Techniques de mesure
Isabellenhütte appartient aux leaders mondiaux de la fabrication de systèmes de mesure modernes. Avec le système de mesure à quatre entrées ISA-ASIC, Isabellenhütte est devenue en 2002 la première entreprise à pouvoir réaliser des mesures de précision de courant, de tension et de puissance dans les systèmes automobiles de contrôle de la batterie.
Résistances de précision et de puissance

Isabellenhütte produit des résistances de précision et de puissance à faible valeur ohmique destinées aux utilisations les plus diverses. Elles sont utilisées entre autres dans l'industrie automobile (par exemple pour le contrôle du moteur, les systèmes d'injection, d'assistance à la conduite, ou de gestion de l'énergie) mais aussi pour l'électronique industrielle, l'électronique de puissance, les télécommunications et les appareils médicaux. Les résistances de précision et de puissance sont conformes à la directive RoHS ainsi qu'à la spécification automobile AEC-Q200 et sont pour partie qualifiées pour une utilisation dans l'espace.
Alliages résistifs et thermodynamiques

Isabellenhütte produit des alliages résistifs et thermodynamiques sous forme de demi-produits selon les standards internationaux. Ceux-ci sont utilisés par exemple pour la fabrication de sondes thermiques ou de thermocouples à isolation minérale. Les alliages résistifs ou thermodynamiques sont généralement livrés sous forme de fils, fils émaillés, feuilles de métal, torons, bandes, fils plats, tubes, barres et films.

## Le Logo de Isabellenhütte
Les quatre coins du logo d'Isabellenhütte portent les caractères "J734", qui correspondent à l'année (Jahr en allemand) 1734, qui n'est pas l'année de création 1728. Originellement, il vient d'une décoration de porte, qui rappelle l'usine de saponification au vitriol qui se trouvait à côté d'Isabellenhütte. Au centre du logo, on peut lire les initiales "I. C. F. z. N." qui sont celles d'Isabella Charlotte Fürstin zu Nassau. 